# Actinidia callosa
Actinidia callosa är en tvåhjärtbladig växtart som beskrevs av John Lindley. Actinidia callosa ingår i släktet aktinidiasläktet, och familjen Actinidiaceae.

## Underarter
Arten delas in i följande underarter: